# Pellenes sibiricus
Pellenes sibiricus är en spindelart som beskrevs av Logunov, Marusik 1994. Pellenes sibiricus ingår i släktet Pellenes och familjen hoppspindlar. Inga underarter finns listade i Catalogue of Life.